# 帕希 (哈扎拉族)
帕希（Pashi），是一個哈扎拉族部落，分布在阿富汗加兹尼省的Jaghori和馬里斯坦。
他們的來源有兩個說法，一些人認為他們是被哈扎拉人同化的普什圖人，另一個研究者則認為他們是成吉思汗駐軍後裔。 